# Seconde bataille du golfe de Syrte
Pour les articles homonymes, voir bataille de Syrte.
Notes
- Basé sur  les revendications des rebelles

Guerre civile libyenne
Batailles
- 1re Benghazi
- El Beïda
- Derna
- 1re Tripoli
- Misrata
- 1re Zaouïa
- Djebel Nefoussa (1re Dehiba
- 2e Dehiba
- Gharyan)
- 1re Brega
- 1re Ras Lanouf
- 1re Ben Jawad
- 2e Ras Lanouf
- 2e Brega
- 1re Ajdabiya
- 2e Benghazi
- 2e Ajdabiya
- 1re golfe de Syrte
- 3e Brega
- Al Jawf
- Front de Misrata (Zliten
- Tawarga
- 2e Zaouïa
- 4e Brega
- Fezzan
- Birak)
- 5e Brega
- 3e Zaouïa
- 2e Tripoli
- 2e Sebha
- 2e golfe de Syrte (Syrte)
- Offensive de Bani Walid (Tarhounah - Bani Walid)

- Intervention militaire de l’OTAN
- Opération Ellamy (Royaume-Uni)
- Opération Harmattan (France)
- Opération Odyssey Dawn (États-Unis)
- Opération Mobile (Canada)

La seconde bataille du golfe de Syrte est une opération militaire de la guerre civile libyenne en août et septembre 2011 menée par les forces rebelles membres du Conseil national de transition libyen, dans le but de prendre le contrôle de la ville natale de Kadhafi.

## Déroulement

### Siège de Syrte
Le 15 septembre, les forces du CNT (celles venant notamment de Misrata) pénètrent dans la ville, mais rencontrent pendant plusieurs jours une résistance opiniâtre, voire désespérée, de la part des troupes embusquées et lourdement armées de Moatassem Kadhafi, fils du colonel en fuite. L'OTAN annonce le 29 septembre avoir effectué 150 sorties aérienne et traité plus de 50 objectifs sur la seule semaine passée, mais la rébellion ne parvient toujours pas à prendre position au centre-ville.
Le 20 septembre, les forces rebelles atteignent l'Est de Syrte, ce qui met la ville en état de siège.
Le 9 octobre 2011, après avoir progressé au sein de la cité, malgré des combats intenses et meurtriers, les rebelles prennent le contrôle de l'université de la ville, ainsi que du centre de conférence Ouagadougou, deux points stratégiques majeurs tenus jusqu'ici par les forces khadafistes.
Le 20 octobre 2011, la ville tombe définitivement sous le contrôle de la rébellion après l'assaut final contre les dernières poches de résistance. L'ancien dictateur libyen, cherchant à fuir sa ville natale dans laquelle il s'était retranché après sa chute, est tué le jour même après l'attaque de son convoi. Le même jour, un commandant militaire du CNT annonce que ses hommes ont retrouvé le cadavre de Moatassem Kadhafi, ainsi que celui du ministre de la défense Abou Bakr Younès Jaber.

## Frappes de l'OTAN
| Frappes de l'OTAN du 20 août au 16 septembre | Frappes de l'OTAN du 20 août au 16 septembre                             | Frappes de l'OTAN du 20 août au 16 septembre | Frappes de l'OTAN du 20 août au 16 septembre                                              | Frappes de l'OTAN du 20 août au 16 septembre                                                                   | Frappes de l'OTAN du 20 août au 16 septembre | Frappes de l'OTAN du 20 août au 16 septembre |
| Date                                         | Véhicules                                                                | Tanks                                        | Missiles et lance-roquettes                                                               | Immeubles | Radar et Antennes                            |                                              |
| -------------------------------------------- | ------------------------------------------------------------------------ | -------------------------------------------- | ----------------------------------------------------------------------------------------- | --- | -------------------------------------------- | -------------------------------------------- |
| 20 août                                      | 0                                                                        | 0                                            | 0                                                                                         | 1 nœud de commande et de contrôle                                                                              | 0                                            |                                              |
| 24 août                                      | 0                                                                        | 0                                            | 1 véhicule de support de missiles sol-air                                                 | 0 | 0                                            |                                              |
| 25 août                                      | 29 technicals                                                            | 0                                            | 0                                                                                         | 1 nœud de commandement et de contrôle                                                                          | 0                                            |                                              |
| 26 août                                      | 11 véhicules armés, 3 véhicules logistiques et 1 véhicule blindé armé    | 0                                            | 0                                                                                         | 1 point d'observation, 2 abris militaires, and 1 génie militaire capital                                       | 0                                            |                                              |
| 27 août                                      | 1 véhicule de combat blindé                                              | 0                                            | Véhicule d'approvisionnement de missiles sol-air                                          | 0 | 0                                            |                                              |
| 28 août                                      | 3 véhicules militaires de support                                        | 0                                            | 20 batteries de missiles sol-air et 2 système de missiles sol-air                         | 0 | 4 radars et 1 antenne                        |                                              |
| 29 août                                      | 22 véhicules armés et 2 véhicules militaires de support                  | 0                                            | 2 systèmes de missile sol-air                                                             | 3 nœuds de commande et de contrôle, 1 poste de commandement, 1 installation militaire                          | 4 Radars                                     |                                              |
| 30 août                                      | 12 véhicules armés                                                       | 3                                            | 0                                                                                         | 1 installation de commande et de contrôle, 1 installation militaire, 1 poste de commandement                   | 1 Radar                                      |                                              |
| 31 août                                      | 1 véhicule armé                                                          | 1                                            | 5 transbordeurs de missiles sol-air, 4 lance-missiles sol-air, 1 lance-roquettes multiple | 1 nœud de commandement et de contrôle                                                                          | 0                                            |                                              |
| 1er septembre                                | 2 véhicules armés et 2 camions militaires                                | 1                                            | 7 missiles sol-air et 3 lance-missiles sol-air                                            | 1 nœud de commande et de contrôle/Stock de munition                                                            | 0                                            |                                              |
| 2 septembre                                  | 0                                                                        | 3                                            | 11 batteries de missiles sol-air                                                          | 1 stock de munitions et 1 zone d'entraînement militaire                                                        | 0                                            |                                              |
| 3 septembre                                  | 0                                                                        | 0                                            | 7 batteries de missiles sol-air, 1 système de missiles sol-air et une pièce d’artillerie. | 1 caserne militaire, 1 stock de munition, 1 camp de police militaire et un nœud de commandement et de contrôle | 0                                            |                                              |
| 4 septembre                                  | 2 véhicules armés                                                        | 0                                            | 4 lance-roquettes multipleset 4 batteries de missiles sol-air                             | 1 véhicule militaire de stockage et 2 mitrailleuses lourdes                                                    | 0                                            |                                              |
| 5 septembre                                  | 4 véhicules armés                                                        | 0                                            | 4 systèmes de missiles sol-air                                                            | 1 site militaire de communication, 1 nœud de commande et de contrôle et 2 bâtiments militaires                 | 0                                            |                                              |
| 6 septembre                                  | 4 véhicules armés, 6 véhicules blindés de combat et 1 pièce d'artillerie | 6                                            | 1 batterie de missile sol-air et un lance-roquettes                                       | 1 stock de munitions                                                                                           | 0                                            |                                              |
| 7 septembre                                  | 5 véhicules blindés de combat et 2 véhicules armés de combat             | 0                                            | 0                                                                                         | 0 |                                              |                                              |
| 8 septembre                                  | 2 véhicules armés                                                        | 0                                            | 1 lance-roquettes multiple                                                                | 0 | 0                                            |                                              |
| 9 septembre                                  | 1 véhicule armé                                                          | 0                                            | 1 lance-roquettes multiple                                                                | 1 batterie de missiles sol-air                                                                                 | 0                                            |                                              |
| 10 septembre                                 | 2 véhicules                                                              | 2                                            | 1 batterie de missiles sol-air                                                            | 0 | 0                                            |                                              |
| 11 septembre                                 | 7 véhicules armés                                                        | 0                                            | 3 système de missiles sol-air                                                             | 1 installation militaire logistique, 1 nœud de commande et de contrôle                                         | 1 Radar System                               |                                              |
| 12 septembre                                 | 1 véhicule armée et 2 véhicules anti-aériens                             | 0                                            | 8 systèmes de missiles sol-air et 5 transbordeurs sol-air                                 | 0 | 1 radar                                      |                                              |
| 13 septembre                                 | 1 véhicule armé et 2 canons anti-aériens                                 | 0                                            | 1 lance-roquettes multiple                                                                | 1 nœud de commande et de contrôle                                                                              | 4 radars                                     |                                              |
| 14 septembre                                 | 0                                                                        | 0                                            | 2 systèmes de missiles sol-air                                                            | 1 nœud de commande et de contrôle, 1 véhicule de stockage militaire                                            | 4 radars                                     |                                              |
| 15 septembre                                 | 2 véhicules armés                                                        | 1                                            | 4 lance-roquettes multiples, 8 système de missiles aériens                                | 1 installation militaire de stockage                                                                           | 0                                            |                                              |
| 16 septembre                                 | 4 véhicules armés                                                        | 0                                            | 8 systèmes de missiles sol-air                                                            | 5 nœuds de commande et de contrôle                                                                             | 3 Radar System                               |                                              |
| Total                                        | 138                                                                      | 17                                           | 120                                                                                       | 42 | 23                                           |                                              |